# Betta pallifina
Betta pallifina — тропічний прісноводний вид риб з родини осфронемових (Osphronemidae), підродина макроподових (Macropodusinae).
Належить до групи близьких видів Betta unimaculata, яка включає такі види: B. unimaculata, B. macrostoma, B. patoti, B. ocellata, B. gladiator, B. pallifina.
Назва pallifina походить від латинських слів pallidus («блідий») та finis («межа»), йдеться про унікальне забарвлення облямівки анального та хвостового плавців у самок цього виду.

## Опис

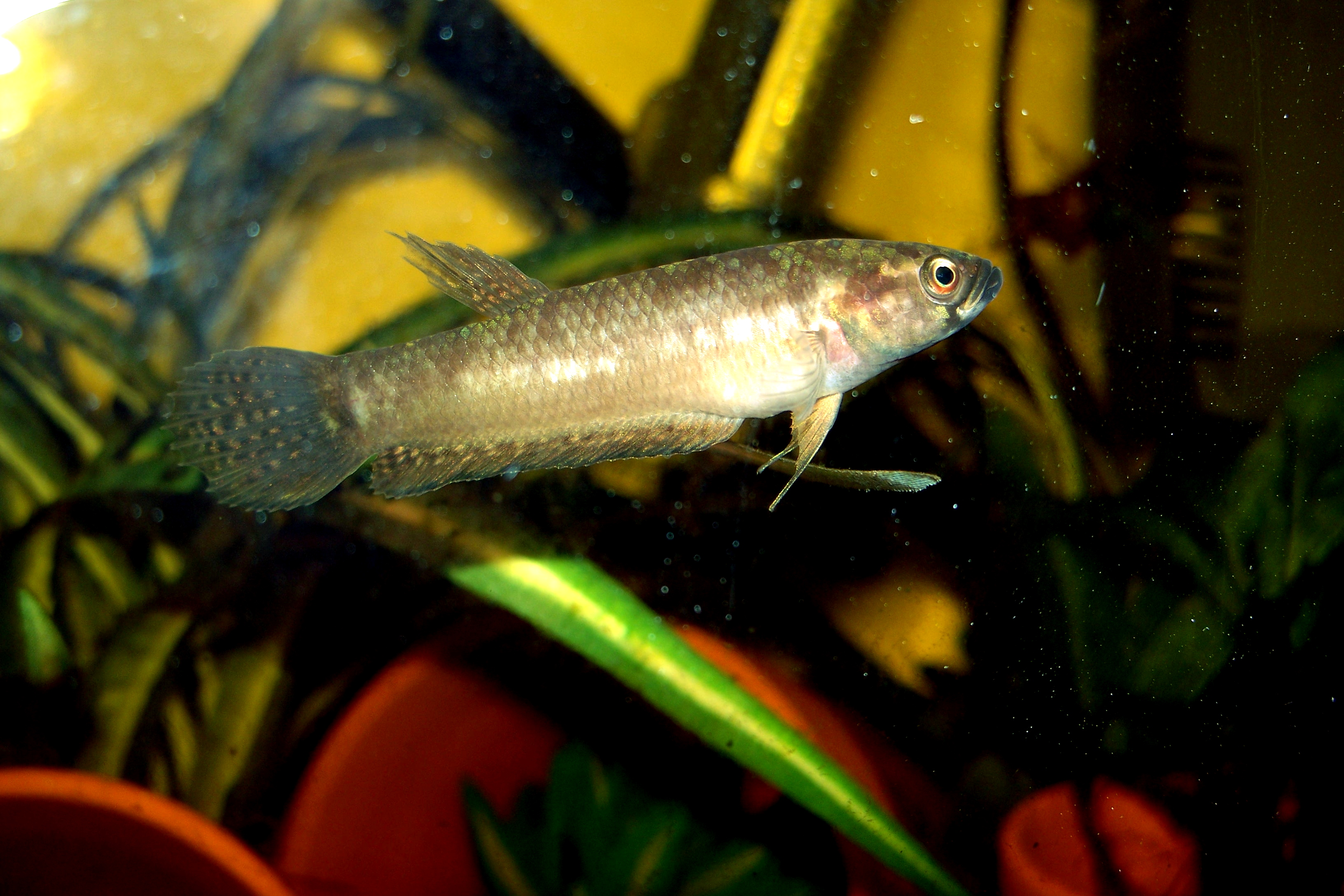
Самка Betta pallifina

Максимальний відомий розмір 66,3 мм стандартної (без хвостового плавця) довжини, загальна довжина становить 129,7—140,9 % стандартної. Тіло струнке, видовжене, його висота становить 20,5—23,0 % стандартної довжини, висота хвостового стебла 13,2—16,2 % стандартної довжини. Голова широка й тупа на кінці, її довжина становить 26,8-33,4 % стандартної довжини, а ширина 56,4—70,2 % довжини. Спинний плавець посунутий до хвоста, короткий, загострений на кінці. Анальний плавець довгий, його основа становить 47,4—57,7 % стандартної довжини, має тупий кінець. Хвостовий плавець ланцетоподібний з видовженими середніми променями. Черевні плавці нитчасті на кінці. У спинному плавці 0—1 твердих і 6—9 м'яких променів, в анальному 1—2 твердих і 26—31 м'яких променів, в грудних плавцях по 11—14 променів (всі м'які). У бічній лінії 32—34 луски.
Самець має жовтувате до коричневого тіло з м'яким синьо-зеленим лиском, в корені хвостового плавця розташована чорна пляма. Зяброві кришки виблискують синьо-зеленими фарбами, таке забарвлення присутнє й у районі горла, також горлом проходять дві чорні смужки. У деяких екземплярів на тілі помітні 4—6 нерегулярних вертикальних смуг. Непарні плавці синюваті з темними цятками, анальний має тонку чорну облямівку. Черевні плавці зеленкуваті.
Самки схожі на самців, але не мають синьо-зеленого забарвлення на зябрових кришках та горлі. У нижній частині тіла у них може бути чіткий сітчастий малюнок. Зовнішній край анального та нижній край хвостового плавця має характерний жовтогарячий колір. Кінчики черевних плавців у самок чорні.

## Поширення
Betta pallifina відома лише з віддалених районів у верхній течії річки Баріто, провінція Центральний Калімантан.
Водиться в лісових струмках з прозорою, кольору чаю проточною водою, сильно зарослих рослинністю. Ґрунт — суміш піску та опалого з лісових дерев листя. Показник pH у місцях існування виду був зафіксований в межах 6,6—7,4.
Синтопічним представником роду Betta тут є B. obscura.

## Біологія
У природі харчується дрібними комахами, їх личинками та іншими безхребетними.
Betta pallifina належить до групи видів, у яких самець інкубує ікру в роті. Самка зазвичай ініціює нерест. Під час шлюбних ігор риби широко роззявляють рота та розпускають спинний, черевні, анальний та хвостовий плавці. Нерест зазвичай тривалий, ікра відкладається й запліднюється невеликими порціями під час «обіймів», типових для осфронемових, коли самець обгортається навколо самки своїм тілом. Інкубація триває від 12 до 17 днів.

## Утримання в акваріумі

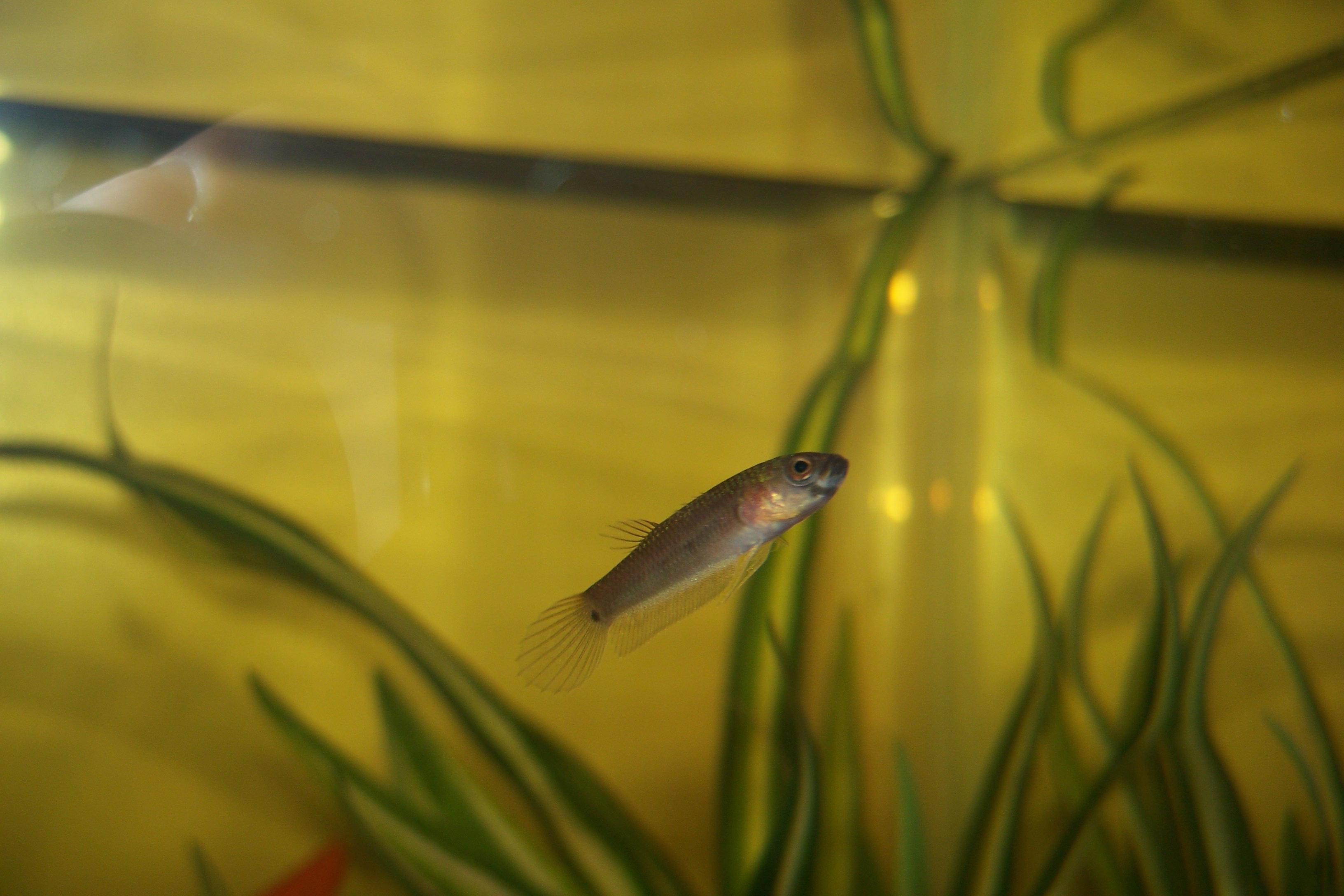
Молода Betta pallifina

Це дуже рідкісний в акваріумах вид. Betta pallifina не підходить до спільного акваріума. Пару можна тримати в акваріумі місткістю 70 літрів, для групи риб потрібно 150 літрів і більше. Таке помешкання декорують рослинами, корчами, печерами, де риби матимуть можливість заховатися.
Параметри води не є критичними, загалом Betta pallifina є толерантною до хімічного складу води. Рекомендуються такі показники: температура 23—26 °C; pH 6,0—7,0; твердість 5,0—16,0 °dH.
Риби всеїдні, приймають усі звичайні види кормів, але перевагу надають живим.
Розведення при парному утримуванні не становить проблем. Коли риб тримають групою, дають можливість їм самим вибирати собі пару. Важливо надати спокій самцеві, що виношує потомство.